# Eric Blomgren
Eric Blomgren (1993) è un giocatore di football americano svedese che milita nel ruolo di offensive lineman nei Tyresö Royal Crowns e nella nazionale svedese.
In precedenza ha militato nei Wasa Royals, nei Koç Rams e negli Stockholm Mean Machines.
Nel 2021 è diventato vicecampione europeo con la nazionale svedese.

## Palmarès

### Club
- SM-Finalen: 1

Stockholm Mean Machines: 2019
- 1. Lig: 1

Koç Rams: 2018